# Sandbar Fight
Il "Sandbar Fight" (lett. "Scontro del banco di sabbia"), anche "Vidalia Sandbar Fight", fu un duello degenerato in mischia di più contendenti svoltosi il 19 settembre 1827 su di un grande banco di sabbia del fiume Mississippi, vicino all'attuale Vidalia, in Louisiana, che provocò la morte del generale Samuel Cuny e del maggiore Norris Wright. Il pioniere americano ed eroe popolare Jim Bowie partecipò allo scontro uscendone gravemente ferito.
Sebbene il sito della rissa fosse originariamente un'isola neutrale nel mezzo del fiume, da allora il corso del Mississipi è cambiato e il sito si trova oggi ad ovest del fiume, sull'isola di Giles. Il percorso originale del fiume, tuttavia, funge ancora da confine tra gli stati del Mississippi e della Louisiana e quindi il sito dello scontro si trova all'interno del Mississippi.

## Contesto

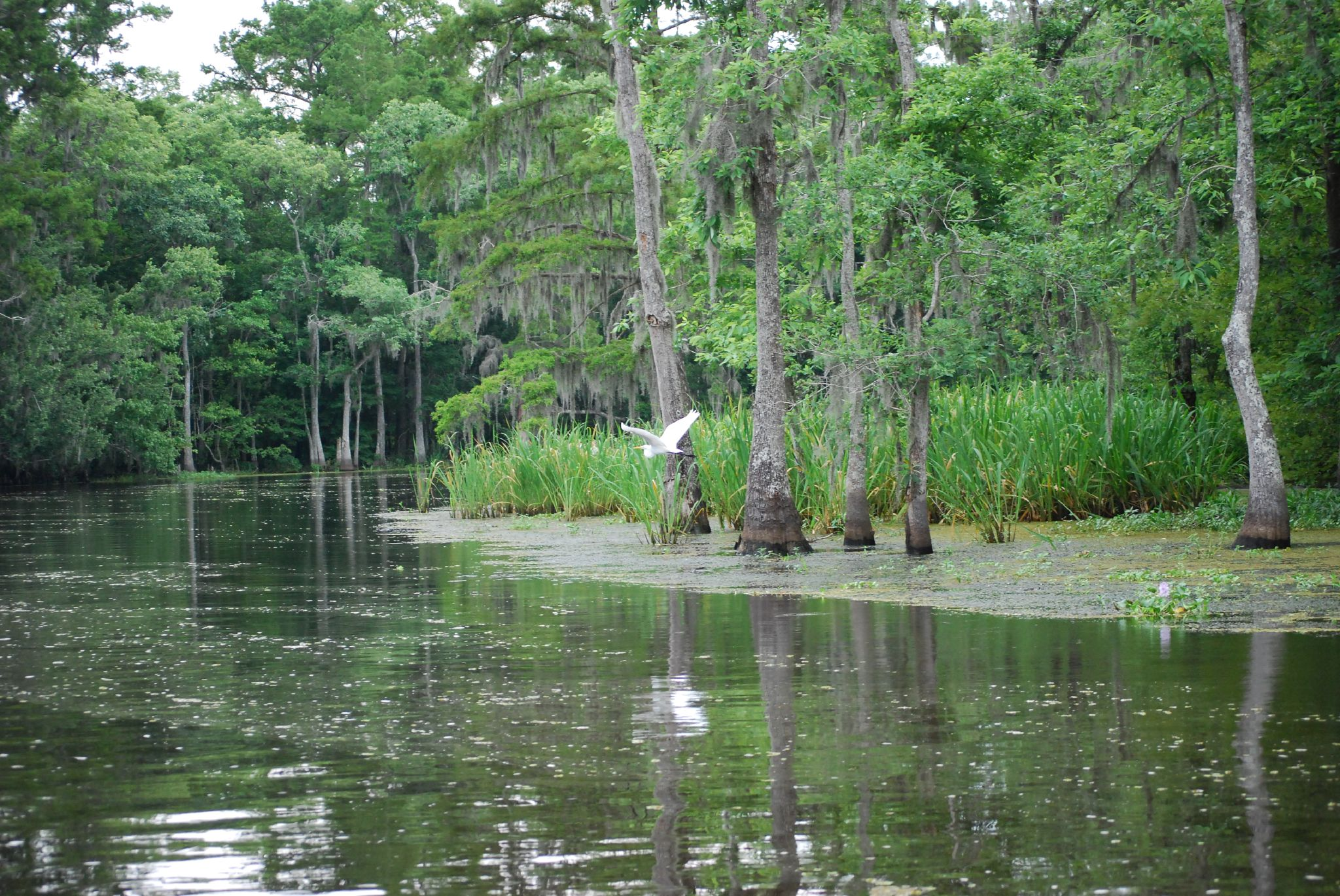
Vista di un bayou della Louisiana.

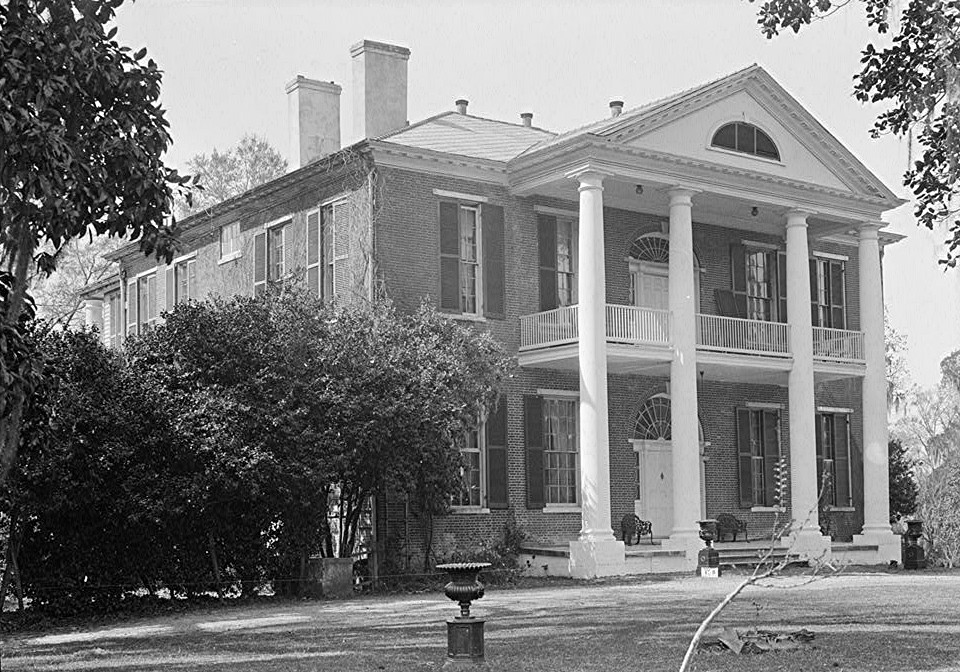
Arlington House, costruita fuori Natchez nel 1819-20 per una famiglia dei "nuovi ricchi" del Distretto.

Il Sandbar Fight originò da conflitti verificatisi nella Louisiana centrale tra le benestanti dinastie locali Wells e Cuny, tra loro imparentati, e diverse famiglie di fresco stanziamento nella regione.
I territori della Louisiana e del Mississippi erano in quel periodo interessati da un massiccio afflusso di coloni, apertosi al principio del XIX secolo con l'annessione agli Stati Uniti dei territori coloniali francesi d'America ed intensificatosi con la diffusione delle piantagioni di cotone che proprio nel Distretto di Natchez era stato sottoposto a ibridazione per facilitarne la diffusione in quelle terre e velocizzarne il subentro al tabacco quale principale coltura di piantagione. Da questa grande mobilità sociale derivò una radicale evoluzione del contesto culturale e politico del basso corso del Mississipi.
I temi delle controversie dei Wells-Cuny includevano competizione in interessi finanziari, brogli nell'elezione di uno sceriffo, prestiti inesigibili, prestiti bancari negati e financo l'onore violato di una donna. Diversi partecipanti allo scontro si erano impegnati in precedenti duelli, risse e sparatorie. Due precedenti tentativi di risolvere le controversie duellando erano terminati senza risoluzione, sia perché si erano trasformati in sparatorie entro pochi secondi o perché una parte non era apparsa.
Il duello che scatenò il Sandbar Fight fu inizialmente organizzato per rimostranze tra Samuel L. Wells III e il Dr. Thomas H. Maddox, entrambi di Alexandria (Louisiana). Convennero un duello in luogo neutrale, scegliendo un ampio banco sabbioso nel mezzo del fiume Mississippi perché considerato al di fuori della giurisdizione delle forze dell'ordine locali e quindi meno probabilmente soggetto alle leggi anti-duello. Sia Wells sia Maddox si presentarono supportati da secondi, amici ed altri sostenitori tra i quali il Maggiore Norris Wright (partigiano Maddox), noto come "soggetto violento", che aveva già sparato ad un dei partigiani Wells-Cuny, Jim Bowie (quell'episodio venne interrotto dall'intervento di alcuni astanti che impedirono a Bowie di spacciare in un corpo-a-corpo il più minuto Wright), presentatosi al Sandbar Fight armato d'un grosso coltello da caccia proprio per rifarsi di Wright.

## Partecipanti e testimoni oculari
| Partigiani Wells-Cuny    | Partigiani Maddox          | Ruolo                       | Ferite                     |
| ------------------------ | -------------------------- | --------------------------- | -------------------------- |
| Samuel L. Wells III      | Dr. Thomas H. Maddox       | Duellante                   | Nessun infortunio          |
| Maggiore George McWorter | Colonnello Robert A. Crain | Secondo                     | Crain leggermente ferito   |
| Dr. Richard E. Cuny      | Dr. James A. Denny         | Chirurgo (non partecipante) | Denny leggermente ferito   |
| James "Jim" Bowie        | Alfred Blanchard           | Sostenitore                 | Entrambi gravemente feriti |
| Generale Samuel Cuny     | Carey Blanchard            | Sostenitore                 | Cuny ucciso                |
| Jefferson Wells          | Maggiore Norris Wright     | Sostenitore                 | Wright ucciso              |

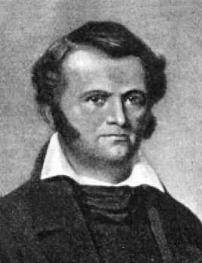
Jim Bowie (1796-1836).

Il dottor Denny era un chirurgo del luogo, estraneo alla contesa, assunto all'uopo da Maddox.
Dei dodici partecipanti elencati, i duellanti e i chirurghi hanno avuto ruoli minori o passivi durante la rissa. I secondi e i sostenitori erano tutti combattenti attivi; la metà è stata uccisa o gravemente ferita. C'erano anche almeno altri cinque testimoni locali: due proprietari di piantagioni, due medici supplementari e una guida. Probabilmente anche alcuni schiavi senza nome hanno assistito alla rissa.

## Il duello
Mercoledì 19 settembre 1827, a mezzogiorno, Wells e Maddox, accompagnati dai loro secondi e sostenitori, si incontrarono su un banco di sabbia vicino alla città di Natchez. Jim Bowie era tra i sostenitori di Wells, mentre il suo nemico Norris Wright parteggiava per Maddox. In totale erano presenti diciassette uomini. Il gruppo Wells arrivò per primo su una piccola barca dalla costa della Louisiana. Il gruppo Maddox e gli osservatori locali sono arrivati a cavallo da una vicina piantagione del Mississippi, attraverso il bayou. Il duello fu condotto secondo regole formali dell'epoca, con un lungo ritardo tra gli scambi di fuoco. I testimoni non combattenti (inclusi i chirurghi) mantennero una distanza ragionevole dai duellanti per tutta la durata dello scontro.
Wells e Maddox spararono entrambi due colpi e, poiché nessuno dei due fu ferito, risolsero il duello formale con una stretta di mano.

## La rissa

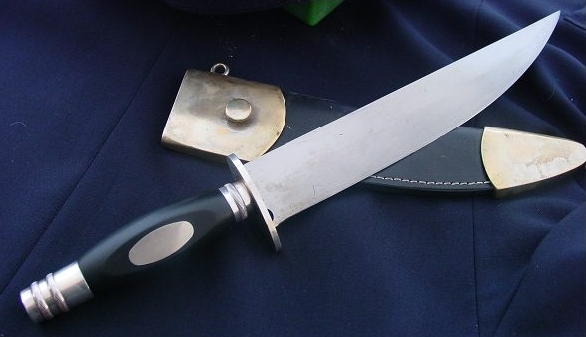
Coltello Bowie Mod. "Rezin Bowie", la versione più arcaica del Coltello Bowie con buona probabilità ricalcante la linea dell'arma che Bowie utilizzò nel Sandbar Fight.

Alla conclusione del duello, un gruppo composto da Wells, Maddox, McWorter, Crain, il dr. Cuny e il dr. Denny si preparò a celebrarne l'esito incruento muovendo verso il resto del gruppo Maddox, con il quale nessuno dei sei aveva screzi. Il c.d. "gruppo dei sei" (en. Party of Six) era bilanciati in numero (tre per ciascuna fazione) e disarmati ad eccezione dei secondi: Crain portava una pistola carica in ogni mano. I sei furono però intercettati dai partigiani Wells e Crain si trovò davanti altri tre uomini armati. Vedendo quanto succedeva, i rimanenti partigiani Maddox accorsero. Il generale Cuny che aveva precedentemente affrontato Crain, è stato riferito l'abbia apostrofato "Col. Crain, questo è un buon momento per risolvere la nostra disputa." Crain sparò un primo colpo, mancando Cuny ma colpendo Bowie all'anca e facendolo cadere a terra, poi sparò il secondo, colpendo a morte Cuny (al petto o alla coscia) ma venendone ferito al braccio.
Bowie, rialzatosi, estrasse il coltello e caricò Crain che lo abbatté sulle ginocchia spaccandogli in testa una delle pistole scariche. Wright estrasse allora una pistola e sparò a Bowie, salvo poi mancarlo e risolvere d'infilzarlo al petto con il suo bastone animato ma la sottile lama fu deviata dallo sterno di Jim. Mentre Wright tentava di svellere la lama, Bowie gli afferrò la camicia e lo trascinò giù, impalandolo sul suo coltello. Wright morì poco dopo mentre Bowie veniva colpito da un'altra pallottola e da una coltellata di un altro membro del gruppo. Mentre Bowie si alzava, entrambi i fratelli Blanchard gli spararono e fu colpito una volta al braccio. Bowie si girò e tagliò parte dell'avambraccio di Alfred, mentre Carey gli sparava nuovamente, mancandolo. Mentre i fratelli Blanchard fuggivano, Alfred fu colpito al braccio da Jefferson Wells mentre Carey fu colpito dal maggiore McWorter "senza effetto".
La breve rissa (90 secondi in tutto) lasciò Samuel Cuny e Norris Wright morti e Alfred Blanchard e Jim Bowie gravemente feriti. Il disarmato Dr. Denny fu colpito ad un dito ed una coscia. Altri potrebbero aver subito lesioni lievi; Crain affermò che un proiettile "aveva sfiorato la pelle" del suo braccio.
Crain aiutò cavallerescamente a soccorrere Bowie che lo ringraziò dicendo: "Col. Crain, non credo, date le circostanze, dovreste spararmi!" Si dice che un dottore abbia detto: "Come sia sopravvissuto [Bowie] è un mistero per me ma lo ha fatto!". I cinque medici presenti per il duello riuscirono a ricucire le ferite di Bowie. I morti, i feriti e i vivi attraversarono prontamente il fiume in barca subito dopo la morte del generale Cuny.

## Conseguenze
È difficile determinare l'ordine preciso degli eventi che hanno portato alla rissa tra i sostenitori di Wells e Maddox, poiché la lotta è stata descritta da almeno otto testimoni oculari con discrepanze significative: "Crain e Bowie si erano sparati. Crain mancò Bowie che fu successivamente colpito all'anca"; "Crain sparò deliberatamente a Bowie che rimase in piedi"; e "Crain sparò a Bowie all'anca, facendolo cadere".
Il 24 settembre, cinque giorni dopo la rissa, Samuel Wells scrisse alla stampa, sostenendo che la sparatoria di Crain e Cuny costituiva un omicidio premeditato. Il 3 ottobre Crain scrisse in una lettera: "Bowie contemporaneamente stava estraendo la pistola. Mi allontanai da lui; dice ora che non l'ho toccato ma ho attirato il suo fuoco. Dice il falso; Gli ho sparato attraverso il corpo mentre gli sparavano. Non potevo mancarlo, sparando non più di dieci piedi e l'obiettivo è scusare la sua condotta per aver ucciso il nostro povero amico [Major Wright]." Crain stava attaccando qualsiasi pretesa di autodifesa che Bowie avrebbe potuto sollevare riguardo alla morte di Wright. Questi e altri resoconti della rissa da parte dei partecipanti sono stati colorati da considerazioni legali. Samuel L. Wells III è morto nel giro di un mese per una febbre non correlata, quindi la sua testimonianza non era disponibile per sostenere le accuse penali.
Le discrepanze esistono anche in molti altri elementi: il numero di feriti, la natura delle ferite, la sequenza precisa degli eventi. Gli stessi combattenti hanno fornito pochi e probabilmente distorti resoconti, evitando le forze dell'ordine locali e la stampa. Gli osservatori imparziali che hanno fornito numerosi resoconti inizialmente non poterono identificare i partecipanti, molti dei quali erano per loro estranei. Anche i resoconti dei testimoni oculari sono stati abbelliti, con il tempo.
I giornali regionali e nazionali riportarono presto la storia che divenne nota come "Sandbar Fight". La capacità di combattimento di Bowie e il suo coltello sono stati descritti in dettaglio, avendo lui sconfitto più avversari dopo esser stato gravemente ferito. La maggior parte dei testimoni oculari e alcuni dei partecipanti hanno fornito resoconti alla stampa (Bowie no). I resoconti dei testimoni oculari concordarono sul fatto che Bowie non attaccò per primo e che gli altri avevano focalizzato il loro attacco su Bowie perché "lo consideravano l'uomo più pericoloso del gruppo nemico". Nel giro di pochi decenni, i resoconti della stampa si discostarono però notevolmente dalle versioni dei testimoni oculari.
Un Grand jury fu convocata nella vicina Natchez per determinare le implicazioni penali dell'accaduto. Bowie non fu mai chiamato a testimoniare e non furono emesse accuse.

## Lascito

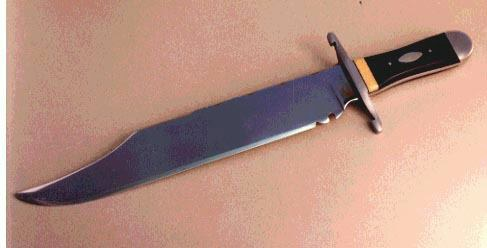
Coltello Bowie "standard" (post-1830).

Bowie fu gravemente ferito nello scontro (secondo un resoconto, due ferite da proiettile, sette ferite da arma da fuoco e altre ferite dovute alla pistola lanciata da Crain o, in alternativa, tre ferite da arma da fuoco e quattro pugnalate) e necessitò di mesi per riprendersi. Da allora, portò sempre con sé un grosso coltello. Grazie all'attenzione nazionale attirata dal Sandbar Fight, Bowie e il suo coltello divennero famosi in tutto il paese come icona del duro stile di vita della Frontiera. Molti artigiani e produttori realizzarono le loro versioni del cosiddetto coltello Bowie a partire da James Black, un fabbro dell'Arkansas che realizzò uno per Bowie nel 1830. La fama di Bowie e del suo coltello si diffuse in Inghilterra, e all'inizio degli anni 1830 molti armaioli britannici produssero coltelli Bowie e li esportavano negli Stati Uniti. Nel 1835, mentre Bowie era ancora vivo, i "coltelli Bowie" erano già pubblicizzati. Nel 1838, uno scrittore di giornali di New Orleans assunse che tutti ne avessero visto almeno uno. I coltelli Bowie rimasero armi popolari fino almeno al 1870, quando le pistole affidabili di grosso calibro divennero ampiamente disponibili. Il design del coltello si è evoluto in una vasta gamma di lame durante il XIX secolo. A metà del XX secolo, fu associato a un design più specifico: un grosso coltello da caccia con punta a clip concava, falso-taglio affilato e guardia a croce a protezione della mano.
Dopo il Sandbar Fight, Bowie si trasferì in Texas, si sposò con una ricca ereditiera, cercò una scomparsa miniera d'argento, perse la sua famiglia a causa del colera e divenne un leader nella Rivoluzione del Texas del 1835-1836. Morì nella battaglia di Alamo.
Bowie è ricordato e celebrato come uno dei primi uomini delle frontiere americane ed un leggendario combattente di coltelli, sebbene l'unico combattimento di coltelli a cui probabilmente partecipò fu il Sandbar Fight.